# Waterbedrijf Groningen
Het Waterbedrijf Groningen (WBG) is het waterleidingbedrijf dat de inwoners van de stad en provincie Groningen en de voormalige gemeente Eelde van drinkwater voorziet.
Het bedrijf is in 1998 ontstaan uit de fusie van de N.V. Waterleidingmaatschappij voor de Provincie Groningen (WAPROG) en het Gemeentelijk Waterbedrijf Groningen (GWG). Het bedrijf heeft geen winstoogmerk en de gemeentes van de provincie Groningen zijn de aandeelhouders. Er wordt jaarlijks 47 miljard liter water geleverd aan 270.000 aansluitpunten. De totale lengte van het distributienet is ongeveer 4.900 kilometer.
Het drinkwater bestaat voor het grootste deel uit grondwater van het Drents Plateau en voor kleiner deel uit oppervlaktewater van de Drentsche Aa (hoofdzakelijk voor de stad Groningen, het oude GWG-gebied). Per jaar wordt ongeveer 7 miljard liter water uit de Drentsche Aa gewonnen bij het winpunt in De Punt, nabij Glimmen. Een groot deel van het stroomgebied van de Drentsche Aa is beschermd natuurgebied, het Nationaal beek- en esdorpenlandschap Drentsche Aa, waar onder andere het waterschap Hunze en Aa's verantwoordelijk is voor het beheer. Het water van de Drentsche Aa is hierdoor redelijk schoon, waardoor er relatief weinig waterzuiveringsstappen nodig zijn.
Het WBG heeft verder grondwaterzuiveringen en pompstations in Nietap, De Groeve, Onnen en Sellingen. Ook wordt er drinkwater geleverd aan de Waterleidingmaatschappij Drenthe (WMD - vanuit Nietap aan Roden) en zijn er noodkoppelingen met de WMD, Vitens (Friesland) en Leer in Duitsland.
Behalve productiepompstations is er een aantal distributiepompstations en een aantal watertorens: twee in Groningen (Hofstede de Grootkade en Noorderbinnensingel), een in Oude Pekela en een in Stadskanaal. De watertorens zijn niet meer in gebruik.
Naast drinkwater produceert en levert het WBG, via deelname met Evides North Water, ook industriewater aan de AKZO, Nedmag en Kisuma in Veendam, AVEBE in Ter Apelkanaal en Nuon in de Eemshaven.
De controle van de waterkwaliteit gebeurt door het Waterlaboratorium Noord.

## Geschiedenis
Na de choleraepidemie van 1866 werd door twee Friese huisartsen (Simon Eduard Oudschans Dentz en Markus Jan Baart de la Faille) besloten tot de oprichting van de NV Waterleiding Groningen. In 1879 was deze particuliere onderneming een feit.
Daarnaast richtte de gemeente Groningen rond 1912 de Gemeentelijke Waterleiding op, maar na veel onderlinge strijd en vele rechtszaken over de aanleg van leidingen ging in 1918 de particuliere NV op in de Gemeentelijke Waterleiding Groningen (GWG).
Vanaf 1910 tot 1930 werd ook gewerkt aan de oprichting van een provinciaal waterleidingbedrijf, de NV Waterleidingmaatschappij voor de Provincie Groningen (WAPROG), maar er kwam vanuit de bevolking nogal wat protest, niet iedereen was het eens met de verplichte aansluiting op het leidingnet.
In een bepaling van een toenmalige waterleidingwet stond dat waterbedrijven met minder dan 100.000 aansluitingen moesten verdwijnen. De Gemeentelijke Waterleiding was daar een van, maar die wilde haar zelfstandigheid niet zomaar opgeven. Nadat in 1984 'de vrede werd getekend' tussen de WAPROG en de GWG, duurde het uiteindelijk nog tot 1998 toen beide Groninger waterleveranciers (stad en provincie) werden gefuseerd tot de N.V. Waterbedrijf Groningen.